# Romualdo Trigona di Sant'Elia (1809-1877)
Romualdo Trigona Gravina, prince de Sant'Elia, est un aristocrate et homme politique italien, né à Palerme le 11 octobre 1809, mort à Palerme le 26 janvier 1877.

## Biographie

### Sous les Bourbons
Romualdo Trigona est le fils de Domenico, septième prince de Sant'Elia, et de Rosalia Gravina des princes de Patagonia.
Il épousa Laura Naselli Terrasini, fille unique de Domenico, duc de Gela, avec qui il eut cinq enfants. 
Dès l'âge de 19 ans, il est porté à la présidence de la commission pénitentiaire de Palerme , et à partir de 1845, il préside l'Institut d'encouragement jusqu'à sa révocation lors du retour des Bourbons en 1849 du fait de son opposition au gouvernement des Deux-Siciles. 
Comme vice-président de la Commission des Antiquités et des Beaux-Arts à partir de 1845, puis président en 1848, il soutient les artistes siciliens et engage des recherches qui permettent la découverte en 1854 d'un tunnel antique ou galerie sous-marine qui reliait Acradina et Ortigia à Syracuse.  
Pair au Parlement de Sicile lors de la Révolution de 1848-1849, il préside le conseil civique de Palerme durant cette période. Il préside également le conseil provincial de Caltanisetta.
Il fait partie des 43 membres du Casino dei Nobili du Palais Alliata di Villafranca arrêtés lors des célébrations des victoires de San Martino et Solferino par les clubs aristocratiques. 

### Durant le Risorgimento
Il fuit la police des Bourbons en avril 1860 et revient après le débarquement de Garibaldi, conseillant et finançant le nouveau gouvernement sur l'île. Il est nommé par le marquis de Montezemolo, lieutenant général de Sicile, comme conseiller de la lieutenance pour le ministère des travaux publics jusqu'en avril 1861.  
Il est élu député pour la circonscription de Terranova di Sicilia le 27 janvier 1861 mais démissionne le 25 mai suivant, après avoir été nommé sénateur du royaume le 20 janvier 1861. 
Chef de file du parti modéré, il est régulièrement le représentant du roi Victor-Emmanuel lors de cérémonies officielles à Palerme et, par son mariage, et parent de l'archevêque de Palerme, ce qui permet aux partisans de François II de croire en son possible ralliement. 
Il est fondateur de l'imprimerie "L'Empedocle".
Il dirige la Loggia Madre siciliana qui regroupe les loges maçonniques des modérés parlermitains.
Il appartient à la Société sicilienne pour l'histoire de la Patrie.

### Affaire des poignardeurs
Lorsque treize Palermitains sont poignardés en une nuit d'octobre 1862 dans différents quartiers, le prince de Sant'Elia est suspecté d'en être l'instigateur afin de déstabiliser le pouvoir en place mais échappe à l'arrestation grâce à l’immunité parlementaire.
En effet, le seul agresseur arrêté livre le nom de deux commanditaires : le prince de Sant'Elia, et le prince Giardinelli, soutien de Garibaldi dans l'entreprise de l'Aspromonte. Les enquêtes puis le procès vont dans le sens d'un complot bourbono-républicain cherchant à renverser les institutions libérales en Sicile. Mystérieuse, cette affaire a été mainte fois débattue, mais les études récentes semblent prouver que cette attaque a été orchestrée par le questeur de Palerme, Giovanni Bolis, employant l'un de ses espions comme poignardeur et témoin à charge contre les deux aristocrates, afin de discréditer les opposants au gouvernement, de gauche et modérés. mais aussi crispistes et régionalistes et justifier les mesures répressives appliquées à l'île.

## Titres
Il est prince de Sant'Elia, duc de Gela, baron de Bessima, barone di Cutumino, di Grottacalda, di Bonfalura, di Santo Stefano di Mistretta.

## Décorations
- Chevalier de l'Ordre de Saint-Étienne
- Commandeur (25 juillet 1861) et Grand cordon (21 mars 1861) de l'Ordre des Saints-Maurice-et-Lazare